# Носков, Фёдор Иванович
Фёдор Иванович Носков (1842—1911) — предприниматель, основатель Кляземско-Городецкого торгового дома «Ф. И. Носков с сыновьями», общественный деятель.

## Биография
Фёдор Носков родился в 1842 году в семье крестьян.
В возрасте 25 лет Федор Иванович Носков стал волостным старшиной, затем занял место гласного Ковровского земского собрания.
Фёдор Иванович Носков в 1870-х годах основал торговое дело, располагающееся на территории Ковровского уезда. Он вел торговлю в селе Иваново деревянном здании, которое покупатели между собой называли «Носковой лавкой».
Со временем лавка преобразовалось в крупное торговое предприятие, у которого было открыто 18 отделений. Предприятие занималось торговлей мучными, бакалейными и другими видами товаров.
Император Александр II подарил Фёдору Носкову подарок — золотые часы, за поднесение стерлядей большого размера, которые были выловлены в Клязьме. На подаренных часах был изображен царские вензель.
Его благосостояние стало улучшаться после того, как он получил подряд на поставку провианта для армии. В 1902 году предприниматель произнес речь в защиту крестьянских прав, которую потом печатали в отечественной и иностранной прессе. Участник Турецкой компании — он был маркитантом.
В 1905 году Фёдор Носков заложил начало развития пароходства по рекам Оке, Тезе и Клязьме.
Для движения судов по реке Тезе, он первым применил паровую силу. Для этого были выстроены пароходы с учетом особых конструкций.
В 1908 году он учредил Кляземско-Городецкий торговый дом «Ф. И. Носков с сыновьями».
В апреле 1909 года Фёдор Носков получил письмо, отправитель которого требовал заплатить ему 50 тысяч рублей в течение 3 дней, положив под одну из лодок. В случае, если бы купец отказался это делать, или обратился в полицию, отправитель письма угрожал нанести вред не только его имуществу, но и здоровью. К купцу в письме использовалось обращение на «ты», в конце письма стояла подпись — «Комитетъ». В тяжелой ситуации купца поддержали дети. У него было несколько: Фёдор, который служил писарем при Ковровском уездном воинском начальнике, Агафон, служивший в гвардейском кавалерийском полке в Петербурге, и Василий, который жил в Нижнем Новгороде и вел коммерческую деятельность. Они настояли на уведомлении уездного исправника. В итоге была устроена ловушка: под лодку положили деньги и стали ждать представителей «Комитета», но попался десятилетний мальчик. Его звали Саша Островский. Он приехал в Городок из Костромской губернии, чтобы погостить у священника Флегонта Тихонравова — дальнего родственника, и решив путешествовать, захотел выманить деньги у состоятельного человека. Слухи об этом случае распространились по всей губернии, его находили смешным и курьезным, но произошедшее сильно подорвало здоровье купца.
В 1910 году Фёдор Носков основал бумаготкацкую фабрику в селе Клязьминском Городке. По состоянию на 1910 год, Торговый дом владел тремя пароходами: «Василий Носков», «Агафон Носков», «Фёдор Носков».
У него была своя усадьба в селе Клязьминский Городок, в которой он проживал.
Фёдор Носков вел бизнес в Москве, Верхнем и Среднем Поволжье, Нижнем Новгороде.
Федор Иванович Носков умер в 1911 году. После смерти предпринимателя, его сын Василий Федорович Носков оборудовал бумаготкацкую фабрику.
Василий Федорович Носков был членом Московского и Нижегородского биржевых обществ, членом Ковровского Комитета Красного Креста, членом съезда судовладельцев Волжского бассейна. Когда Николай II был в Нижнем Новгороде в 1913 году, Василий Федорович был приглашен на прием императора, который проходил на специально приготовленной барже.
В 1917 году торговое дело купцов Носковых перестало существовать.